# Чиголе
Чиголе је насеље у Италији у округу Бреша, региону Ломбардија.
Према процени из 2011. у насељу је живело 1533 становника. Насеље се налази на надморској висини од 57 м.

## Становништво
Према резултатима пописа становништва 2011. у општини је живело 1.619 становника.
| 1951. | 1961. | 1971. | 1981. | 1991. | 2001. | 2011. |
| ----- | ----- | ----- | ----- | ----- | ----- | ----- |
| 2.121 | 1.541 | 1.382 | 1.430 | 1.419 | 1.523 | 1.619 |

## Партнерски градови
- Mazaricos
- Хановице